# 昌子源
昌子 源（しょうじ げん、1992年12月11日 - ）は、兵庫県神戸市北区出身のプロサッカー選手。Jリーグ・FC町田ゼルビア所属。ポジションはディフェンダー（センターバック）。元日本代表。

## 来歴

### プロ入り前
小学生時代にフレスカ神戸でサッカーを本格的に始める。入団当初のポジションはフォワードであった。
中学生になると、ガンバ大阪ジュニアユースに入団してプレーを続ける。当時のチームメイトに宇佐美貴史や大森晃太郎がおり、中学1年時は共に同じピッチに立ってプレーをしていた。中学2年に入る頃に膝を負傷し、満足にプレーできない日々が続いた。中学3年の途中でG大阪のジュニアユースを退団し、しばらくサッカーをしない空白期間があった。
当時JFAのB級ライセンス受講者を対象としたインストラクターを務めていた父へインストラクターのアシスタントとして講習会に参加していた米子北高校サッカー部のコーチの中村真吾が進路が決まっていなかった昌子の練習参加を提案。当初昌子自身は高校でサッカーを続ける意思は無かったが、練習参加がきっかけとなり、米子北高校へ進学し、新たなスタートを切った。しかし、大型フォワードとして期待されて入学したものの、満足に試合に出られない日々が続いていた。
1年の夏に当時JFLのガイナーレ鳥取との練習試合で味方DFが負傷した際に、たまたま監督の真横に座っていたFWの昌子に声がかかった。そしてコートジボワールの世代別代表経験を持つ5歳上のFWコン・ハメドを相手に堂々とプレーしたため、監督の城市からセンターバックへのコンバートを命じられた。昌子は当時の心境について「最初は本当に嫌だった。FWをやらせてくれよとずっと思っていた。でも、監督やコーチからは『絶対にFWはやらせない』と言われて、高校2年にあがる時には、CBを真剣にやらないと試合に出られなくなると思って、取り組むようになった」と述べている。気持ちを切り替えた昌子は次第にレギュラーとして定着し、経験を積む毎にCBとしての才能を開花させていった。
2010年4月、高校3年に上がる頃にはU-19日本代表候補として招集されるまでに成長し、神戸合宿に参加、ヴィッセル神戸との練習試合に出場する。しかし、この試合で目立った活躍を見せられなかった昌子は代表候補から落選した。

### 鹿島アントラーズ
挫折を経験して自身の武器であったフィジカルとキックにさらに磨きをかけるようになり、2011年、柴崎岳、梅鉢貴秀、土居聖真らとともに鹿島アントラーズへ入団した。2014年のリーグ戦では自身初の全試合出場を果たし、Jリーグ優秀選手賞を獲得した。2016年、12月3日のチャンピオンシップ決勝・浦和レッズ戦ではセンターバックとして守備陣を支えて優勝に貢献した。開催国代表として挑んだFIFAクラブワールドカップではディフェンスの中心としてプレーし、世界2位に貢献した守備力が評価された。2017年4月30日のサガン鳥栖戦で茨城県立カシマサッカースタジアムの公式戦通算800点の得点を決めた。2018年、6月に行われたロシアW杯ではJリーグ組唯一のレギュラーとして活躍し、夏には巨額オファーを受けるも鹿島でACLを優勝する事を目標にオファーを断った。しかし、7月に左足首を負傷し約3カ月の離脱を余儀なくされた。10月にチームに復帰後は、レギュラーとして試合に出場し、11月には鹿島通算20冠目であり、初のタイトルであるAFCチャンピオンズリーグをキャプテンとして優勝。試合後に、監督の大岩剛から「お前を主将にして良かった」という言葉をかけられている。

### トゥールーズFC
2018年12月29日、リーグ・アン所属のトゥールーズFCへ完全移籍すると発表された。移籍金は300万ユーロで、獲得には横浜F・マリノス元監督のエリク・モンバエルツの推薦があったと報じられている。2019年1月19日、第21節のニーム・オリンピック戦でスタメンでデビューを果たした。加入からシーズン終了までレギュラーCBとして出場し、チームの残留に貢献した。
しかし、翌シーズンはプレシーズンマッチでハムストリングを負傷、復帰初戦でも右足首負傷で途中交代するなど怪我に悩まされた。さらに昨シーズンから昌子を起用し続けていたアラン・カサノヴァ監督が解任されるなどの影響で、試合には出られない状態が続いた。後にトゥールーズからの移籍を決断した理由の一つに、足首の負傷の件で現地のメディカルスタッフとコミュニケーションの齟齬があった事を挙げている。

### ガンバ大阪
2020年2月4日、ガンバ大阪へ完全移籍で加入することが発表された。デイリースポーツによれば移籍金は200万ユーロでガンバ大阪とは5年契約を結んだとされている。加入後は負傷により離脱していたが、8月5日のルヴァンカップGL第2節の大分トリニータ戦でスタメン出場し、移籍後初出場を果たした。8月8日のJ1第9節の横浜FC戦で移籍後リーグ戦初出場を果たした。
その後、チームの低迷の中で、かつてほどの安定感を発揮できず、2022年にはワールドカップイヤーとなったが日本代表には招集されなくなった。新型コロナウイルスによる厳しいチーム事情の中で迎えた、5月21日アウェイ開催のセレッソ大阪との大阪ダービーでは、レアンドロ・ペレイラとピッチ上で内輪もめをし、試合を中断させてしまった。試合は1-3で、シュート本数計2本、後半はシュートを0本に抑えられるなど内容・スコア共に完敗を喫した。試合後にはガンバ大阪サポーターグループのメンバーがスタンドの前方に押し寄せ、選手に対して威嚇行為・侮辱的行為に加えて会場運営そのものを妨害、物が投げつけられ負傷者を出すまでに至った。クラブは違反行為を行った当該サポーターグループに所属するメンバー全員に対して無期限入場禁止を下すなどクラブの管理問題に巻き込まれた。

### 鹿島アントラーズ復帰
2022年12月8日、古巣の鹿島アントラーズへ完全移籍で復帰することが発表された。5年ぶり復帰した同シーズンは、開幕前の負傷で出遅れ、加えて若手の関川郁万がレギュラーに君臨したために出場機会は限られ、21試合644分の出場時間に留まった。

### FC町田ゼルビア
2023年12月25日、FC町田ゼルビアへ完全移籍することが発表された。
2025年明治安田J1リーグ第18節ファジアーノ岡山戦にて、Jリーグ300試合出場を達成した。

### 日本代表
2014年10月1日、日本代表に初選出されたが、発表直後の10月5日のJ1第27節・G大阪戦後に負傷による辞退が発表された。その後、2014年内最後の強化試合メンバー発表となった11月5日に代表復帰。2015年3月31日、JALチャレンジカップのウズベキスタン代表戦で代表デビュー。
2016年3月17日、2018 FIFAワールドカップ・アジア2次予選の代表発表で復帰。2017年12月12日、EAFF E-1フットボールチャンピオンシップ2017の中国代表戦で代表初得点を決めた。
2018年6月12日の国際親善試合パラグアイ代表戦で槙野智章に代わりスタメンに起用され、勝利に貢献すると、そのまま2018 FIFAワールドカップ初戦のコロンビア代表戦でW杯初出場を果たし、アジア勢としてワールドカップ史上初の南米勢に対する勝利に貢献した。レギュラー組唯一のJリーガーとして海外クラブも注目する活躍を見せ、GL突破に貢献するも決勝トーナメント1回戦で敗れた。

## プレースタイル
フィジカルが強く、足もとの技術もしっかりとしたセンターバック で、スピードを生かしたカバーリング、ポジショニングに長けたタイプであったが、試合経験を重ねるごとに一対一の強さ、激しさ、泥臭さといった対人守備が大きく向上し、2015年10月31日のナビスコカップ決勝では相手チームのガンバ大阪FWのパトリックを空中戦でも地上戦でも封じ込めた。
ヘディングも強く、高校時代に当時京都サンガF.C.の秋田豊から、鹿島の練習参加時には岩政大樹から、直接指導を受けた。ロングキックの質も高く、安定したフィード、跳躍力を生かした空中戦の強さ、守備範囲の広さも特長である。

## 人物
- 父親は、JFA 公認S級コーチを所有する昌子力[36] 。姫路獨協大学サッカー部元総監督で兵庫県サッカー協会技術委員長。
- 母親は、元プロソフトボール選手。ソフトボールを引退後はサッカーに転向し、日本女子サッカーリーグ(現なでしこリーグ)でプレーした。
- 実姉は、実業家として活動する昌子楓。
- 好きな言葉は、「いいときはみんなのおかげ」[37]。
- 2016年10月に一般女性と入籍[38]。

## 所属クラブ
- フレスカ神戸U-12
- 2005年 - 2007年 ガンバ大阪ジュニアユース（神戸市立唐櫃中学校）
- 2008年 - 2010年 米子北高等学校
- 2011年 - 2018年 鹿島アントラーズ
- 2019年 - 2020年 トゥールーズFC
- 2020年 - 2022年 ガンバ大阪
- 2023年 鹿島アントラーズ
- 2024年 - FC町田ゼルビア

## 個人成績
| 国内大会個人成績 | 国内大会個人成績 | 国内大会個人成績 | 国内大会個人成績 | 国内大会個人成績 | 国内大会個人成績 | 国内大会個人成績 | 国内大会個人成績 | 国内大会個人成績 | 国内大会個人成績 | 国内大会個人成績 | 国内大会個人成績 |
| 年度             | クラブ           | 背番号           | リーグ           | リーグ戦         | リーグ戦         | リーグ杯         | リーグ杯         | オープン杯       | オープン杯       | 期間通算         | 期間通算         |
| 年度             | クラブ           | 背番号           | リーグ           | 出場             | 得点             | 出場             | 得点             | 出場             | 得点             | 出場             | 得点             |
| 日本             | 日本             | 日本             | 日本             | リーグ戦         | リーグ戦         | リーグ杯         | リーグ杯         | 天皇杯           | 天皇杯           | 期間通算         | 期間通算         |
| ---------------- | ---------------- | ---------------- | ---------------- | ---------------- | ---------------- | ---------------- | ---------------- | ---------------- | ---------------- | ---------------- | ---------------- |
| 2010             | 米子北高         | 4                | -                | -                | -                | -                | -                | 1                | 0                | 1                | 0                |
| 2011             | 鹿島             | 23               | J1               | 0                | 0                | 0                | 0                | 2                | 0                | 2                | 0                |
| 2012             | 鹿島             | 23               | J1               | 9                | 0                | 5                | 0                | 4                | 1                | 18               | 1                |
| 2013             | 鹿島             | 15               | J1               | 4                | 0                | 1                | 0                | 0                | 0                | 5                | 0                |
| 2014             | 鹿島             | 15               | J1               | 34               | 2                | 6                | 0                | 0                | 0                | 40               | 2                |
| 2015             | 鹿島             | 3                | J1               | 29               | 3                | 4                | 0                | 0                | 0                | 33               | 3                |
| 2016             | 鹿島             | 3                | J1               | 31               | 1                | 2                | 1                | 4                | 0                | 37               | 2                |
| 2017             | 鹿島             | 3                | J1               | 34               | 1                | 0                | 0                | 3                | 1                | 37               | 2                |
| 2018             | 鹿島             | 3                | J1               | 16               | 1                | 1                | 0                | 2                | 0                | 19               | 1                |
| フランス         | フランス         | フランス         | フランス         | リーグ戦         | リーグ戦         | F・リーグ杯      | F・リーグ杯      | フランス杯       | フランス杯       | 期間通算         | 期間通算         |
| 2018-19          | トゥールーズ     | 3                | リーグ・アン     | 18               | 0                | 0                | 0                | 2                | 0                | 20               | 0                |
| 2019-20          | トゥールーズ     | 3                | リーグ・アン     | 1                | 0                | 0                | 0                | 0                | 0                | 1                | 0                |
| 日本             | 日本             | 日本             | 日本             | リーグ戦         | リーグ戦         | リーグ杯         | リーグ杯         | 天皇杯           | 天皇杯           | 期間通算         | 期間通算         |
| 2020             | G大阪            | 3                | J1               | 18               | 0                | 1                | 0                | 0                | 0                | 19               | 0                |
| 2021             | G大阪            | 3                | J1               | 28               | 0                | 1                | 0                | 0                | 0                | 29               | 0                |
| 2022             | G大阪            | 3                | J1               | 25               | 0                | 1                | 0                | 2                | 0                | 28               | 0                |
| 2023             | 鹿島             | 3                | J1               | 21               | 0                | 4                | 0                | 2                | 0                | 27               | 0                |
| 2024             | 町田             | 3                | J1               | 33               | 1                | 4                | 1                | 0                | 0                | 37               | 2                |
| 2025             | 町田             | 3                | J1               |                  |                  |                  |                  |                  |                  |                  |                  |
| 通算             | 日本             | 日本             | J1               | 282              | 9                | 30               | 1                | 19               | 2                | 331              | 3                |
| 通算             | 日本             | 日本             | 他               | -                | -                | -                | -                | 1                | 0                | 1                | 0                |
| 通算             | フランス         | フランス         | リーグ・アン     | 19               | 0                | 0                | 0                | 2                | 0                | 21               | 0                |
| 総通算           | 総通算           | 総通算           | 総通算           | 301              | 9                | 30               | 1                | 22               | 2                | 353              | 13               |

その他国内公式戦
- 2016年
  - Jリーグチャンピオンシップ 3試合0得点
- 2017年
  - FUJI XEROX SUPER CUP 1試合0得点

| 国際大会個人成績 | 国際大会個人成績 | 国際大会個人成績 | 国際大会個人成績 | 国際大会個人成績 | FIFA      | FIFA      |
| 年度             | クラブ           | 背番号           | 出場             | 得点             | 出場      | 得点      |
| AFC              | AFC              | AFC              | ACL              | ACL              | クラブW杯 | クラブW杯 |
| ---------------- | ---------------- | ---------------- | ---------------- | ---------------- | --------- | --------- |
| 2011             | 鹿島             | 23               | 0                | 0                | -         | -         |
| 2015             | 鹿島             | 3                | 5                | 0                | -         | -         |
| 2016             | 鹿島             | 3                | -                | -                | 4         | 0         |
| 2017             | 鹿島             | 3                | 8                | 0                | -         | -         |
| 2018             | 鹿島             | 3                | 9                | 0                | 2         | 0         |
| 2021             | G大阪            | 3                | 5                | 0                | -         | -         |
| 2025/26/E        | 町田             | 3                |                  |                  | -         | -         |
| 通算             | AFC              | AFC              | 27               | 0                | 6         | 0         |

その他国際公式戦
- 2016年
  - スルガ銀行チャンピオンシップ 1試合0得点

出場歴
- 公式戦初出場 - 2011年10月12日 天皇杯2回戦 vs筑波大学（茨城県立カシマサッカースタジアム）
- Jリーグ初出場 - 2012年3月24日 J1第3節 vsサンフレッチェ広島（広島ビッグアーチ）
- 公式戦初得点 - 2012年9月8日 天皇杯2回戦 vs筑波大学（茨城県立カシマサッカースタジアム）
- Jリーグ初得点 - 2014年3月1日 J1第1節 vsヴァンフォーレ甲府（国立霞ヶ丘競技場陸上競技場）
- リーグ・アン初出場 - 2019年1月20日 第21節 vsニーム・オリンピック（スタッド・デ・コスティエール（フランス語版））

## タイトル

### クラブ
米子北高校
- 鳥取県サッカー選手権大会：1回（2010年）

鹿島アントラーズ
- Jリーグカップ：3回（2011年、2012年、2015年）
- Jリーグカップ/コパ・スダメリカーナ王者決定戦：2回（2012年、2013年）
- J1・1stステージ：1回（2016年）
- J1リーグ：1回（2016年）
- 天皇杯 JFA 全日本サッカー選手権大会：1回（2016年）
- FUJI XEROX SUPER CUP：1回（2017年）
- AFCチャンピオンズリーグ：1回（2018年）

### 個人
- J1リーグベストイレブン：2回（2016年、2017年）
- J1リーグ優秀選手賞：4回（2014年、2016年、2017年、2024年）
- J1リーグMYアウォーズ ベストイレブン：1回（2016年）

## 代表歴
- 国際Aマッチ初出場 - 2015年3月31日 JALチャレンジカップ 2015 vsウズベキスタン代表（東京スタジアム）
- 国際Aマッチ初得点 - 2017年12月12日 EAFF E-1サッカー選手権2017 vs中国代表（味の素スタジアム）

### 出場大会
- U-16日本代表
- U-19日本代表候補
- U-22日本代表候補
- 日本代表
  - 2015年 - AFCアジアカップ2015
  - 2016年 - 2018 FIFAワールドカップ・アジア2次予選
  - 2016年 - キリンカップサッカー2016
  - 2017年 - 2018 FIFAワールドカップ・アジア3次予選
  - 2017年 - EAFF E-1フットボールチャンピオンシップ2017
  - 2018年 - 2018 FIFAワールドカップ
  - 2021年 - 2022 FIFAワールドカップ・アジア2次予選
  - 2021年 - 2022 FIFAワールドカップ・アジア3次予選

### 試合数
- 国際Aマッチ 20試合 1得点（2015年 - 2021年）

| 日本代表 | 国際Aマッチ | 国際Aマッチ |
| 年       | 出場        | 得点        |
| -------- | ----------- | ----------- |
| 2015     | 1           | 0           |
| 2016     | 1           | 0           |
| 2017     | 8           | 1           |
| 2018     | 5           | 0           |
| 2019     | 3           | 0           |
| 2021     | 2           | 0           |
| 通算     | 20          | 1           |

### 出場
| No. | 開催日         | 開催都市         | スタジアム                               | 対戦国                 | 結果 | 監督                       | 大会                                                             |
| --- | -------------- | ---------------- | ---------------------------------------- | ---------------------- | ---- | -------------------------- | ---------------------------------------------------------------- |
| 1.  | 2015年3月31日  | 調布             | 味の素スタジアム                         | ウズベキスタン         | ○5-1 | ヴァイッド・ハリルホジッチ | JALチャレンジカップ2015                                          |
| 2.  | 2016年6月3日   | 豊田             | 豊田スタジアム                           | ブルガリア             | ○7-2 | ヴァイッド・ハリルホジッチ | キリンカップサッカー2016                                         |
| 3.  | 2017年6月7日   | 調布             | 味の素スタジアム                         | シリア                 | △1-1 | ヴァイッド・ハリルホジッチ | キリンチャレンジカップ2017                                       |
| 4.  | 2017年6月13日  | テヘラン         | PASスタジアム                            | イラク                 | △1-1 | ヴァイッド・ハリルホジッチ | 2018 FIFAワールドカップ・アジア最終予選                          |
| 5.  | 2017年8月31日  | さいたま         | 埼玉スタジアム2002                       | オーストラリア         | ○2-0 | ヴァイッド・ハリルホジッチ | 2018 FIFAワールドカップ・アジア最終予選                          |
| 6.  | 2017年9月5日   | ブライダ         | キング・アブドゥッラー・スポーツ・シティ | サウジアラビア         | ●0-1 | ヴァイッド・ハリルホジッチ | 2018 FIFAワールドカップ・アジア最終予選                          |
| 7.  | 2017年10月10日 | 横浜             | 日産スタジアム                           | ハイチ                 | △3-3 | ヴァイッド・ハリルホジッチ | キリンチャレンジカップ2017                                       |
| 8.  | 2017年12月9日  | 調布             | 味の素スタジアム                         | 朝鮮民主主義人民共和国 | ○1-0 | ヴァイッド・ハリルホジッチ | EAFF E-1サッカー選手権2017                                       |
| 9.  | 2017年12月12日 | 調布             | 味の素スタジアム                         | 中国                   | ○2-1 | ヴァイッド・ハリルホジッチ | EAFF E-1サッカー選手権2017                                       |
| 10. | 2017年12月16日 | 調布             | 味の素スタジアム                         | 韓国                   | ●1-4 | ヴァイッド・ハリルホジッチ | EAFF E-1サッカー選手権2017                                       |
| 11. | 2018年3月23日  | リエージュ       | スタッド・モーリス・デュフラン           | マリ                   | △1-1 | ヴァイッド・ハリルホジッチ | 国際親善試合                                                     |
| 12. | 2018年6月12日  | インスブルック   | ティヴォリ・シュターディオン             | パラグアイ             | ○4-2 | 西野朗                     | 国際親善試合                                                     |
| 13. | 2018年6月19日  | サランスク       | モルドヴィア・アリーナ                   | コロンビア             | ○2-1 | 西野朗                     | 2018 FIFAワールドカップ                                          |
| 14. | 2018年6月24日  | エカテリンブルク | エカテリンブルクアリーナ                 | セネガル               | △2-2 | 西野朗                     | 2018 FIFAワールドカップ                                          |
| 15. | 2018年7月2日   | ロストフ         | ロストフ・アリーナ                       | ベルギー               | ●2-3 | 西野朗                     | 2018 FIFAワールドカップ                                          |
| 16. | 2019年3月22日  | 横浜             | 日産スタジアム                           | コロンビア             | ●0-1 | 森保一                     | キリンチャレンジカップ2019                                       |
| 17. | 2019年6月5日   | 豊田             | 豊田スタジアム                           | トリニダード・トバゴ   | △0-0 | 森保一                     | キリンチャレンジカップ2019                                       |
| 18. | 2019年6月9日   | 利府             | ひとめぼれスタジアム宮城                 | エルサルバドル         | ○2-0 | 森保一                     | キリンチャレンジカップ2019                                       |
| 19. | 2021年6月7日   | 吹田             | パナソニックスタジアム吹田               | タジキスタン           | ○4-1 | 森保一                     | 2022 FIFAワールドカップ・アジア2次予選兼 AFCアジアカップ2023予選 |
| 20. | 2021年6月15日  | 吹田             | パナソニックスタジアム吹田               | キルギス               | ○5-1 | 森保一                     | 2022 FIFAワールドカップ・アジア2次予選兼 AFCアジアカップ2023予選 |

### ゴール
| #  | 開催年月日     | 開催地 | スタジアム       | 対戦国 | 勝敗 | 試合概要                   |
| -- | -------------- | ------ | ---------------- | ------ | ---- | -------------------------- |
| 1. | 2017年12月12日 | 調布   | 味の素スタジアム | 中国   | ○2-1 | EAFF E-1サッカー選手権2017 |